# Temoropia setosa
Temoropia setosa is een eenoogkreeftjessoort uit de familie van de Temoridae. De wetenschappelijke naam van de soort is voor het eerst geldig gepubliceerd in 1986 door Schulz.